# بیماری‌های ناخن

## خونمردگی Hematoma
وارد شدن ضربه به ناخن موجب پارگی مویرگهای بستر ناخن می‌شود. خون حاصل ما بین صفحه ناخن و بستر آن به دام افتاده، خونمردگی (هماتوم) تشکیل می‌شود. هماتوم می‌تواند موجب جداشدن و افتادن ناخن شود. همچنین ممکن است موجب عفونت شود، زیرا بافت هماتوم برای رشد باکتری‌ها و قارچها مناسب است. جذب شدن خودبخود هماتوم ممکن است مدتی طول بکشد و گاهی موجب تغییر شکل ناخن می‌شود.

## خطوط تیره ناخنی
Melanonychia: خطوطی عمودی هستند که به رنگهای خاکستری، قهوه‌ای یا سیاه دیده می‌شوند. در اثر افزایش فعالیت یا تعداد سلولهای رنگدانه‌ای ماتریکس ایجاد می‌شوند که می‌تواند به علت سرطان پوست باشد. در صورت مشاهده باید بلافاصله به پزشک مراجعه کرد.

## خطوط بیو Beau's Lines
همان‌طور که می‌دانید ناخن در ماتریکس ساخته می‌شود. برخی عوامل از قبیل تروما، سوء تغذیه، شیمی درمانی و اصولاً هر رخداد و بیماری شدید جسمی یا روحی می‌توانند موجب اختلال در ساخت ناخن توسط ماتریکس شوند. نتیجتاً ناخنی که در طول بیماری ساخته می‌شود از نظر ظاهر، بافت و ترکیبات متفاوت است. به همین دلیل به شکل یک خط عرضی، کمی تیره‌تر و نیز فرورفته دیده می‌شود، که به آن خط بیو گفته می‌شود. از آنجایی که این ناخن ناقص قبلاً تولید شده و شکل گرفته، نمی‌توان آن را به حالت اصلی و سالم درآورد، بلکه با رشد ناخن به بیرون رانده می‌شود. اما آنچه مهم است علت بوجود آورنده آن است که لازم است با مراجعه به پزشک مورد بررسی قرار گیرد.

## Onychatrophia
در حقیقت همان تحلیل رفتن ناخن است. در این حالت رشد ناخن بسیار کند است به‌طوری‌که لبه آزاد ناخن نیز وجود ندارد. همچنین ناخن جلای خود را از دست داده، کدر می‌شود. در برخی موارد ناخن خرد شده و کاملاً می‌افتد. علت این حالت آسیب دیدن ماتریکس می‌باشد که معمولاً در طی برخی بیماری‌های شدید رخ می‌دهد.

## جویدن ناخن
ناخن جویدن یکی از اختلالاتی است که اغلب در کودکان و گاهی بزرگسالان دیده می‌شود این عمل مانند انگشت مکیدن به‌طور ناخودآگاه صورت می‌گیرد یعنی افراد مبتلا به این اختلال هنگام جویدن ناخن متوجه عمل خود نیستند. بعضی از افراد به جویدن ناخن و بعضی دیگر به جویدن اطراف ناخن می‌پردازند و عده‌ای هم هر دو عمل را انجام می‌دهند.

### شروع این اختلال
احتمالاً این اختلال از ۴ یا ۵ سالگی شروع می‌شود ولی در سنین ۸ تا ۱۲ سالگی بیشتر دیده می‌شود. بر اساس تحقیقات انجام شده ناخن جویدن بیش از سایر اختلالات در میان دانش آموزان مدارس شایع است و این اختلال در بین دخترها بیشتر از پسرها است. بر اساس تعریف‌های پزشکی، این عمل به افراد اجازه می‌دهد تنشهای عصبی خود را کاهش دهند و برایشان مثل آرامبخش عمل می‌کند این مشکل در افراد نشاندهنده نوعی اختلال ساده است که نوجوانان ناآرام با آن دست به گریبانند.

### علت ناخن جویدن
گروهی از پزشکان بر این باورند که همیشه علت خاصی برای عادات گوناگون وجود ندارد، بلکه گاهی آن‌ها رفتارهای آموخته شده‌ای هستند که تنها پیامدهای مثبت و خوشایندی برای کودک (و یا نوجوان) داشته‌اند.
برای مثال، می‌توانید زمانی که دست فرزندتان به سوی دهانش بالا می‌رود، دقت کنید و محرک‌هایی را که موجب این عمل در کودک شده‌است بهتر ارزیابی کنید. شاید او در همان لحظه به کاری که باید انجام دهد و برایش مشکل است فکر می‌کند، می‌توانید خیلی ملایم از او بپرسید آیا می‌داند دستش را به دهان برده است؟
از جمله دلایل رایجی که موجب ناخن جویدن در کودکان و نوجوانان می‌شود، آن است که درصدد کاستن از فشارهای عصبی و تنش‌های روزانه خود هستند.
آنها از این طریق سعی می‌کنند با هیجانات و بحران‌های عاطفی درونی شان به مقابله برخیزند. از این رو گروهی از روانشناسان بر این باورند که نفس «جویدن ناخن» عادتی زشت و ناپسند نیست، بلکه تنها مفری برای رهایی از تنش و استرس در کودک است.
همه ما لحظات بحرانی و ناخوشایندی را در زندگی تجربه کرده‌ایم و شدیداً تحت تأثیر شرایط ناگوار قرار گرفته‌ایم. برای کاستن از تنش‌های روزانه به افراد بالغ توصیه می‌شود از روش‌های کاهش استرس و اضطراب، آرام سازی عضلانی، پیاده‌روی، یوگا و حرکات ورزشی آرام استفاده کنند. اما کودکان برای آرام سازی هیجانات تندشان روش‌های خاص خودشان را دارند.
گاهی والدین تصور می‌کنند که یک کودک چرا باید فشار عصبی داشته باشد؟ آیا مگر دوران کودکی دوران فراغت، بازی و بی خیالی نیست؟ اگر کودکی بنا به دلایلی عصبی، تندخو و پریشان شود، این موضوع ناشی از خطا و اشتباه والدین و اطرافیان اوست؟ پاسخ هر دو سئوال «منفی» است.
دوران کودکی همچون بزرگسالی، توأم با استرس‌ها و فشارهای روانی گوناگونی است. بزرگ شدن کاری بس دشوار و مشکل است.
والدین نمی‌توانند و به عبارتی نباید جلوی تمامی فشارها و نگرانی‌های زندگی را برای کودک بگیرند. هر کودک باید سعی کند روشی برای کاستن از بار هیجانات و عواطف تند خود انتخاب کند که هم موجب راحتی و آرامش خیال او شود و هم مورد قبول خانواده، اجتماع و شخصیت خود او باشد.
کودکانی که ناخن‌های خود را می‌جوند: بی قرار، مضطرب و … دارای انرژی زیادند و به‌طوری‌که حتی در خواب نیز آرامش ندارند. این افراد مضطرب و عصبی در موقع صحبت کردن یا انتظار کشیدن با انگشتان خود یا با وسیله‌ای دیگر بازی می‌کنند. عده‌ای دیگر نیز اعتقاد دارند که سوء تغذیه و کمبود ویتامین آ در بعضی از کودکان، آنان را دچار حالت عصبی می‌کنند که این امر موجب جویدن ناخن شود توسط فرد عصبی می‌شود.
ترس و دلهره از علتهای دیگر این اختلال است. کودکانی که شاهد درگیری والدین خود هستند یا هنگام امتحانات مدرسه یا درس رسیدن معلم یا هنگام دیدن فیلم ترسناک، دچار ترس و دلهره می‌شوند که برای تسکین خود، ناخودآگاه شروع به جویدن ناخن می‌کنند همچنین این عمل در کودکانی که والدینشان ناآگاهانه و به بهانه‌های مختلف در آن‌ها ایجاد ترس می‌کنند زیاد دیده می‌شود به عنوان مثال وقتی والدین به کودک خود می‌گویند اگر گریه یا اذیت کنی می‌گویم لولو تو را بخورد یا ترساندن او از دکتر و آمپول از شیوه‌های غلطی است که والدین برای ساکت کردن کودک اعمال می‌کنند. این شیوه‌های غلط می‌تواند سبب اختلالات زیادی از جمله ناخن جویدن شود.
چنانچه یک یا هر دو والدین، عادت به ناخن جویدن داشته باشند احتمال آن که کودک آن‌ها نیز به این عادت مبتلا شود بیشتر از کودکانی است که والدین آن‌ها دچار این اختلال نیستند. کودکان می‌آموزند و می‌بینند که پدر و مادر آن‌ها به هنگام ناراحتی این عمل (جویدن ناخن) را انجام می‌دهد از این رو یادمی‌گیرند برای رفع ناراحتی خود به این عمل بپردازند. بعضی از کودکان نیز این عمل را از دستان خود تقلید می‌کنند زیرا نفوذ دوستان بسیار زیاد است و ممکن است کم‌کم تحت تأثیر دوست خود قرار گیرد.

### پیشگیری از جویدن ناخن
اولین باری که متوجه می‌شوید کودکتان ناخنهایش را می‌جود، می‌توانید قبل از آنکه به یک عادت ریشه دار و تثبیت شده تبدیل شود، یک برنامه پیشگیری عادت را جهت ترک این رفتار شروع نمایید. می‌توان با کوتاه کردن ناخنهای کودکتان از بروز این عمل جلوگیری کنید. ناخن‌های زبر و ناهموار کمتر کودک را جهت انجام این عادت اغوا می‌کند البته باید دانست سرزنش کردن یا مورد تمسخر قرار دادن کودکی که تازه ناخن جویدن شروع کرده می‌تواند انجام این عادت را افزایش دهد.
بنابراین قبل از شروع هرگونه کشمکش که عملاً باعث شکست شما می‌شود، سعی کنید از جهت دیگری به این مسئله نزدیک شوید به عنوان مثال می‌توان از روش تمجید استفاده کنید، زمانی که کودکتان با دستهایشان کاری سودمند و سازنده انجام می‌دهند به آن‌ها توجه کنید و به آنان بگویید از اینکه می‌بینید ناخنهایشان را نمی‌جوید، شاد و خوشحال هستید و زمانی که این عادت را انجام می‌دهند، آنان را نادیده بگیرید. همچنین می‌توانید برای کودکان من بالاتر (حداقل ۵ ساله) کار را با یک بحث متقاعده‌کننده دربارهٔ مضرات ناخن جویدن شروع کنید. به کودکان نشان دهید زمانی که ناخن زیاد جویده شود چقدر می‌تواند دردناک باشد، به آن‌ها بگویید که ناخن‌های جویده شده به ظاهر دستها صدمه می‌زند و کودکانی که دچار این عادت هستند زمانی که بزرگ شدند در پیش دوستانشان احساس خجالت خواهند کرد زیرا ناخن هایشان خیلی کوتاه و کلفت به نظر خواهد رسید!

### روش درمان
بعضی از مادران می‌ترسند که جویدن ناخن سبب ناراحتی معده و بیماری کودکشان شود همچنین خوردن اطراف ناخن جلوه بدی دارد بنابراین به روش‌های مختلف مانند: سرزنش، تهدید، تنبیه، بستن و مالیدن مواد تلخ و بدمزه به انگشتانی که ناخن‌هایش جویده می‌شود متوسل می‌شوند تا کودک این عادت را ترک کند. اما باید دقت کنیم این اعمال نه تنها باعث ترک عادتش نشده بلکه او بیشتر به این عمل پرداخته و احتمالاً اختلالات دیگر نیز شده‌است. والدین باید بدانند جویدن ناخن ناخودآگاه و تحت فشار عصبی یا برحسب عادت صورت می‌گیرد و باید با توجه به علل و رفع آن‌ها به درمان آن پرداخت پس والدین باید چه کارهایی انجام بدهند:
اول از همه باید به دنبال علت پرداخت که چه علتی باعث این عمل در کودک شد همچنین نباید انتظار داشته باشیم که یکباره این عادت ترک شود بلکه قدم به قدم باید جلو رفت.
چون ناخن جویدن ناخودآگاه و بر اثر فشار اضطراب درونی صورت می‌گیرد لذا باید عامل اضطراب را از میان برد.
اوقات فراغت فرد مبتلا را با فعالیت‌های مورد علاقه او از جمله فعالیت‌های هنری، ورزشی پر کنید، این فعالیت‌ها می‌تواند در کم کردن و ترک این عادت مؤثر باشد.
هر بار که کودک در ترک عادتش موفقیتی بدست آورد او را تشویق کنید و این امر باعث می‌شود که در ترک عادتش تشویق شود.
کودک را به خاطر این عمل نترسانید یا تنبیه نکنید یا اینکه از داروهای تلخ و فلفل استفاده نکنید زیرا این اعمال باعث احساس گناهکاری و اضطراب در فرد می‌شود و باعث بیشتر شدن این عمل می‌شود یا حتی ممکن است باعث بوجود آمدن اختلالات دیگر شود.
در مورد پیامدهای مثبت و منفی عادت ناخن جویدن، با کودک صحبت کنید. با قرار دادن آینه در مکان‌هایی که کودک بتواند خودش را در حال ناخن جویدن ببیند، آگاهی او را بالا ببرید و روش درمان بدین صورت است که:
هر صبح و عصر پنج دقیقه را به انجام دادن این عادت در جلوی آینه اختصاص دهید. به کودکتان یاد بدهید در حالی که به آرامی دستهایشان را به طرف دهانشان می‌برند و شروع به ناخن جویدن می‌کنند خودشان را تماشا کنند زیرا ناخن جویدن عملی است که نمی‌توانید خودتان را در حین انجام آن ببیند؛ بنابراین، این تمرین به کودکتان کمک می‌کند تا بفهمند که در چشم دیگران چگونه به نظر می‌آیند، وقتی این تمرین را کودکان انجام می‌دهند باید آنان را متقاعد سازید تا با صدای بلند بارها و بارها بگویند که دیگر نمی‌خواهند بیشتر از این مرتکب این عمل شوند.
روش دیگر درمان این است که دقیقاً تشخیص دهید که کودکتان چه زمانی ناخن جویدن را شروع می‌کند، سپس رفتارهای جدید را جایگزین آن کنید مثلاً به جای اینکه شروع به جویدن ناخن بکند به مدت یک دقیقه دستش را تکان دهد یا شروع به نوشتن کند یا نقاشی بکند و کارهای شبیه به آن انجام دهد.
در آخر باید به این نکته اشاره کنیم که عادت ناخن جویدن سریع از بین نمی‌رود و احتیاج به زمان دارد.

### کمک‌های والدین و مربیان
والدین و اعضای مؤثر خانواده کودک برای درمان و کمک به کودکانی که عادت به جویدن ناخن‌های شان دارند، روش‌های گوناگونی برمی‌گزینند.
گروهی از آن‌ها با ساده‌ترین عادت ناخوشایند فرزندشان چنان عصبانی و خشمگین می‌شوند که با شدیدترین شیوه‌های تربیتی درصدد مقابله با آن برمی آیند. در حالی که گروهی دیگر صبورانه و با ملایمت آرامش خود را حفظ می‌کنند و سعی دارند روند تشخیص، درمان و بهبودی فرزندشان را پی بگیرند و با همکاری‌ها و حمایت‌های خود مانع از تشدید اوضاع شوند.
در بسیاری از موارد اگر والدین و اعضای مؤثر خانواده عادت ناپسند فرزندشان را تا مدتی نادیده بگیرند، پس از مدتی آن عادت به کلی از بین خواهد رفت؛ زیرا یا کودک نیازی به تکرار و استمرار آن ندارد یا این که به تدریج بر اثر آن رشد و تحول کودک کاهش خواهد یافت و به کلی از یاد خواهد رفت.
به‌طور کلی چنانچه کودک عادتی دارد که مادر و پدر درصدد کاهش آن هستند، می‌توانند با استفاده از روش‌های ساده زیر موجب کاهش و قطع آن شوند.
۱ _ سعی کنید حواس کودک را پرت کنید. زمانی که درمی یابید کودک مترصد جویدن ناخنش شده‌است، با او صحبت کنید (بازی‌های کلامی بهترین روش به حرف گرفتن کودک است)، اسباب بازی به دست‌های او بدهید تا دست‌هایش درگیر بازی با آن شود و فکر ناخن جویدن به سرش نزند. در مواردی این روش‌ها مؤثر واقع می‌شوند و در مواردی نیز کارایی چندانی ندارند؛ در این صورت بهتر است با کمی دقت و توجه نسبت به محرک‌های گوناگونی که می‌تواند مانع از عمل جویدن ناخن در کودک شود، پیدا کنید و آن‌ها را به کار ببرید.
۲ – در مواردی بهترین کاری که والدین در مقابل این عادت فرزندشان می‌توانند انجام دهند، آن است که هیچ عکس العملی نشان ندهند. انتقاد، اوقات تلخی، ریشخند کردن، تذکرهای ممتد (تو مثل نی نی کوچولوها مدام دستت در دهانت است)، یا تهدید و سرزنش کردن (مریض می‌شوی، دست‌هایت زشت می‌شوند)، هیچ تأثیری در کاهش این عادت ندارند. آن‌ها باید از روش‌های حمایتی همه‌جانبه استفاده کنند؛ زیرا والدین نزدیک‌ترین افراد زندگی کودک هستند که می‌توانند او را در این کار کمک و هدایت کنند. اگر آن‌ها برای کاستن از عادات ناخوشایند فرزندشان از روش‌های تند و خشونت‌آمیز استفاده کنند، نه تنها موجب کاهش آن عادت نخواهند شد، بلکه فشار عصبی بیشتری هم بر کودک وارد می‌آورند.
والدین و مربیان می‌توانند با الگو قرار دادن خود و آموزش روش‌های آرام سازی، ورزش‌های ساده و گوناگونی را به فرزندشان یاد بدهند. برای مثال همگی روی زمین بنشینند، نفس‌های طولانی بکشند، تصورات آرام بخشی در ذهن خود مرور کنند و با حفظ آرامش عضلانی خود سعی کنند شیوه‌های کاهش فشار عصبی را به فرزندانشان بیاموزند.
۳ _ بنشینید و خیلی آرام دربارهٔ ناخن‌های فرزندتان با او صحبت کنید. از آنجایی که کودکان مایلند توجه، محبت و حمایت مادر و پدر خود را هیچ‌گاه از دست ندهند، تلاش می‌کنند که با انجام خواسته‌های آنان رضایتشان را جلب کنند.
- به او بگویید؛ اگر ناخن‌هایش را بجود، انگشتان نازیبایی خواهد داشت و نمی‌تواند آن‌ها را به سایرین نشان دهد.
- از او بپرسید؛ در چه مواقعی شروع به جویدن ناخن می‌کند؟ شاید او دلیل بخصوصی را برای این کار توضیح دهد. به او بگویید؛ زمانی که متوجه این عمل او شوید، با گفتن کلمه یا عبارت خاصی حاضرید به او یادآوری کنید که دست از جویدن ناخن بردارد.
- به او بگویید که قصدتان آشوب به پا کردن و جربحث با او نیست؛ بلکه تنها قصد دارید به او کمک کنید.
- فکر نکنید که او عمداً شروع به جویدن ناخن می‌کند. این کار برای او به صورت عادتی مستمر درآمده‌است که احتمالاً قادر نیست جلوی خودش را بگیرد. اگر او واقعاً دوست دارد که عادتش را ترک کند، شما می‌توانید به او در این کار کمک کنید.
- آیا وقتی که کودک شروع به جویدن ناخن می‌کند و شما به او تذکر می‌دهید، باز هم دستش را در دهان می‌گذارد یا دستش را با سر آستینش می‌پوشاند؟ به او بگویید زمانی که یکی از دست‌هایش را برای جویدن ناخن بالا می‌آورد، سعی کند با دست دیگرش آن را بگیرد و مانع از بالا رفتن آن شود.

۴ – والدین می‌توانند از روش‌های رفتاردرمانی (دادن ستاره یا برچسب‌های عروسکی به کودک) استفاده کنند. بر طبق این روش‌ها، هر روزی که کودک ناخنش را نجود، ستاره‌ای به عنوان پاداش به او می‌دهند و چنانچه بتواند تعداد این ستاره‌ها را به ۱۰ برساند، جایزه و پاداشی دریافت خواهد کرد که موجب تقویت رفتار خوشایند او (یعنی نجویدن ناخن) می‌شود. برای دختران خردسال، شاید بهترین پاداش مرتب کردن ناخن‌ها و لاک زدن یا ستاره زدن بر روی ناخن‌هایش باشد.
۵ _ یکی دیگر از روش‌های مقابله با ناخن جویدن کودکان، استفاده از دستکش‌های تزئینی است. گروهی از کودکان زمانی که انگشتان شان را می‌بینند، به این کار مشغول می‌شوند. در حالی که اگر انگشتان آن‌ها در دستکش باشد، هم متوجه قول خود می‌شوند و هم محرکی خارجی آنان را از این کار بازمی‌دارد.
۶- سعی کنید نگرش و دیدی مثبت، سازنده و شفاف نسبت به حل مشکل کودک داشته باشید. اگر هدف شما خاموش ساختن عادتی ناخوشایند در فرزندتان است، بهتر است آن را ملایم و واضح برای او توضیح دهید. سرزنش کردن و تنبیه کودکی که عادت به جویدن ناخن‌هایش دارد، نه تنها روش مقابله مناسبی برای درمان آن نیست، بلکه کودک را عصبی تر و لجوج تر می‌کند و همین امر موجب تشدید این عمل در کودک می‌شود.
بهتر است قبل از آن که والدین درصدد درمان و بهبودی کودک برآیند، سعی کنند عوامل مختلفی را که می‌تواند در تشکیل و تثبیت این عادت در فرزندشان مؤثر باشد، بررسی نمایند.
برای مثال، چه مدت است که کودک شروع به جویدن ناخن کرده‌است؟ آیا این رفتار او عکس العملی نسبت به فشارها و استرس‌های عصبی است؟ (آیا والدین مشاجرات طولانی دارند؟ آیا اخیراً کودک بیمار بوده‌است؟ و …) اگر چنین است، جای امیدواری است که با تغییرات و آرام سازی محیط این عادت خود را ترک کند.
آیا مدت‌ها است که او این عادت را دارد و آیا تأثیری بر روند زندگی عادی روزانه او (روابط خانوادگی، دوستان، آموزگاران مدرسه، جمع همکلاسی‌ها و…) گذاشته است؟ آیا کودک در شرایطی خاص (مکان و زمان به خصوصی) مشغول ناخن جویدن می‌شود؟
برای مثال، هنگام تماشای تلویزیون، نشستن در اتومبیل، بازی با همسالان و … در نظر داشته باشید تشخیص زمانی که کودک ناخن می‌جود یا نمی‌جود، در انتخاب شیوه درمان می‌تواند نقش مهمی داشته باشد.
۷ _ زمانی که فرزندتان رفتارهای خویشتن دارانه از خود نشان می‌دهد، حتماً او را مورد توجه، محبت و حمایت خود قرار دهید.
برای مثال، اگر دخترتان سعی می‌کند کمتر ناخن‌هایش را بجود، برایش لاک یا انگشتری بگیرید که بتواند با نشان دادن آن به دیگران، تشویق شود عادت خود را کاملاً ترک کند یا هنگامی که پسرتان درصدد ترک عادت ناخن جویدنش برمی آید، حتماً او را با خواندن داستان‌های مورد علاقه اش، پارک بردن، نقاشی کشیدن و… سرگرم سازید و علت تشویق‌های خود را برایش توضیح دهید.
از آنجایی که هر عادتی برای این که کاملاً در کودک تثبیت شود، زمان می‌خواهد، طبیعی است که برای ترک آن هم، زمان لازم است.
در بیشتر موارد، یک عادت چندان طول نمی‌کشد که عادت به حساب آید؛ زیرا ممکن است حاصل یک مشکل یا بیماری جسمی باشد. برای مثال زمانی که کودکی مدام بینی اش را می‌مالد، شاید خشکی یا مجروح شدن مخاط بینی عامل اصلی این رفتار کودک است، یا کودکی که مدام شست خود را می‌مکد، شاید دچار اضطراب و پریشانی مفرط باشد.
ترک این عادت بسیار مشکل است. در کودکان شیوع بیشتری دارد که اکثراً با افزایش سن برطرف می‌شود. اما وجود این عادت دربالغین با بیماری‌های اضطرابی مرتبط است. جویدن ناخنها نه تنها نمای ظاهری ناخن را تغییرمی‌دهد، بلکه موجب انتقال باکتری‌ها از دست به دهان و بر عکس می‌شود. همچنین با آسیب پوست اطراف ناخن، امکان نفوذ و گسترش باکتریها به داخل آن فراهم می‌آید.

## عفونت سودوموناس
سودومونا نوعی باکتری است که می‌تواند به ناخن تهاجم کند. این باکتری ممکن است در ناخن طبیعی یا مابین ناخن طبیعی و مصنوعی (کاشته شده) رشد کند. وجود رطوبت به نفوذ و رشد باکتری کمک می‌کند. مشخصه بارز این عفونت تغییر رنگ ناخن به رنگ سبز است. با افزایش شدت بیماری رنگ سبز نیز پررنگ تر می‌شود و ممکن است صفحه ناخن از بستر خود جدا شود.

## زگیل
در حقیقت یک تومور خوش‌خیم پوستی است که به دلیل عفونت ویروسی ایجاد می‌شود و می‌تواند پوست زیرین یا اطراف ناخن را درگیر کرده، نتیجتاً موجب تغییر شکل ویا انهدام صفحه ناخن می‌شود. این بیماری در بسیاری از موارد دردناک است.

## خون‌ریزی رگه‌ای Splinter Hemorrhages
در اثر پارگی مویرگهای بستر ناخن ایجاد می‌شوند. شایعترین علت ایجاد آن ضربه‌هایی است که در طول روز و در اثر رفتار نامناسب با ناخنها و طی کارهای روزانه به ناخن وارد می‌شوند. اهمیت بالینی چندانی ندارند، بلکه صرفاً موجب نمای نازیبا می‌شوند.

## خطوط طولی Vertical Ridges
اگر یک ناخن را از نزدیک مشاهده کنیم خطوطی را در طول آن می‌بینیم. این حالت یک پدیده طبیعی می‌باشد و به‌طور خفیف در اکثر ناخنها دیده می‌شود. با توجه به تفاوت جنس ناخن در افراد مختلف، میزان و شدت این خطوط در افراد متغیراست. اما بعضی عوامل مانند افزایش سن و بیماری‌های مزمن موجب تشدید این خطوط می‌شوند. این خطوط به خودی خود یک بیماری نیستند بلکه صرفاً از نظر زیبایی ظاهر مناسبی به ناخن نمی‌دهند.

## لکه‌های سفید
به صورت لکه‌ها یا خطوط سفید رنگ در صفحه ناخن دیده می‌شوند. این عارضه که نسبتاً شایع است، در اثر آسیبهای خفیف به ماتریکس ناخن پدید می‌آید. این لکه‌ها اهمیت بالینی ندارند و با رشد ناخن به بیرون رانده شده، نیازمند درمان نمی‌باشند.
برخی از این لکه‌ها نیز بر اثر حساسیت‌های ناخن به مواد آرایشی، ناخن گیر و سوهان ایجاد می‌شود. همچنین برخی دیگر از این لکه‌های سفید روی ناخن، بر اثر کمبود روی یا اختلال در میزان کلیسیم بدن ایجاد می‌شود.

## ناخن فرورفته
رشد و نفوذ ناخن به گوشت و بافت نرم زیرین این حالت را ایجاد می‌کند، که در شسث پا بیشتر دیده می‌شود. کفش تنگ و اصلاح نامناسب ناخن از علل آن هستند. این بیماری دردناک است و احتمال عفونت در آن بالا است.

## عفونت‌های قارچی Onychomycosis
قارچها نزدیک به نیمی از بیماری‌های ناخن را ایجاد می‌کنند و درمانشان آسان نیست. در این موارد ذراتی (debris) به رنگهای مختلف در زیر ناخن پدید می‌آیند که ضمن جدا کردن ناخن از بستر آن (onycholysis)، بسته به نوع قارچ موجب تغییر رنگ ناخن عمدتاً به رنگهای سفید، زرد، قهوهای یا مشکی می‌شوند. با رشد بیشتر قارچ، بافت و نمای ظاهری ناخن تغییر می‌کند. در صورت عدم درمان و با تجمع بیشتر debris صفحه ناخن به تدریج خرد شده، کاملاً از بستر ناخن جدا می‌شود.
رعایت نکردن بهداشت فردی و پدیکور یا مانیکور نامناسب ازعلل مستعدکننده ابتلا می‌باشند.Onychomycosis در انگشتان پا تا چهار برابر بیشتر دیده می‌شود. پیشگیری بسیار آسانتر از درمان است. برای پیشگیری لازم است ناخنها همیشه خشک و تمیز نگاه داشته شوند. جورابها را باید مرتب تعویض نمود. همچنین باید از آسیب به پوست و بافت اطراف ناخن جدا پرهیز شود. در هنگام پدیکور یا مانیکور نباید کوتیکول را برداشت.

## عقربک
این بیماری در اثر ورود باکتری به بافت نرم اطراف ناخن پدید می‌آید. پوستی که قسمت قاعده و طرفین ناخن را می‌پوشاند نقش محافظتی در برابر نفوذ باکتری‌ها، قارچها، … دارد. هر عاملی که به این پوست آسیب بزند از قبیل ضربه‌ها، جویدن ناخن ویا برداشتن کوتیکول می‌تواند منجر به نفوذ باکتری‌ها و ایجاد عفونت در بافت آن محل شود. در صورت بروز عفونت قرمزی، درد، تورم و گرما در بافت دور ناخنی دیده می‌شود.

## پسوریازیسPsoriasis
یک بیماری مزمن و گسترده پوستی است که ممکن است به ناخن نیز گسترش یابد. در این صورت سطح ناخن ناهموار، موج دار و دارای فرورفتگی‌های ریز فراوان می‌شود. تغییر رنگ ناخن به زرد تا قرمز قهوه‌ای یا جداشدن ناخن از بستر نیز ممکن است دیده شود.
ناخن ضخیم و پیچ دار Onychogryposis: به ناخن ضخیم شده گفته می‌شود که به درون و زیر خود پیچ خورده باشد. به خودی خود یک بیماری نیست بلکه عمدتاً در اثر سن بالا، ضربه به ناخن، عفونت قارچی و برخی بیماری‌ها از قبیل دیابت ایجاد می‌شود. پس از درمان علت زمینه‌ای، برای داشتن ناخنی با قوام مناسب می‌توان روش ارائه شده در این سایت را بکار بست.

### علائم پسوریازیس ناخن
پسوریازیس ناخن معمولاً در افرادی که به پسوریازیس عمومی مبتلا هستند، مشاهده می‌شود و نسبت به ناخن های پا بیشتر ناخن‌های دست را تحت تأثیر قرار می‌دهد. از جمله علائم مشخص این بیماری می‌توان به موارد زیر اشاره کرد:
- تغییر رنگ ناخن به زرد یا قهوه‌ای
- جدا شدن ناخن از بستر خود و ایجاد شکاف‌هایی که ممکن است مستعد عفونت باکتریایی شوند
- تجمع مواد گچی‌شکل در زیر ناخن که منجر به بلند شدن آن می‌شود
- حساسیت یا درد در صورت افزایش تجمع مواد در زیر ناخن‌ها

### درمان پسوریازیس ناخن
درمان پسوریازیس ناخن ممکن است چالش‌برانگیز باشد. اگرچه داروهای موضعی گزینه‌ای برای کنترل علائم هستند، اما همیشه تأثیر مطلوبی ندارند. روش‌های درمانی دیگر شامل موارد زیر می‌شوند:
- استفاده از پمادهای حاوی ویتامین D
- تزریق کورتیکواستروئید به بستر ناخن برای کاهش التهاب
- نور درمانی جهت بهبود علائم
- مصرف داروهایی مانند متوترکسات و به‌ویژه پماد موضعی تاکرولیموس

در موارد شدید، پزشک ممکن است با انجام جراحی، ناخن‌های آسیب‌دیده را بردارد تا امکان رشد ناخن‌های جدید فراهم شود. داروخانه حاتم

## اونیشوکسیس
به ضخیم شدن بیش از حد ناخن گفته می‌شود که معمولاً در اثر بالا رفتن سن، ضربه به ناخن، عفونت قارچی و برخی بیماری‌ها از قبیل دیابت ایجاد می‌شود.

## ناخن قاشقی
ناخنهایی نازک، با لبه‌های برجسته می‌باشند که به حالت مقعر می‌باشند. کمبود آهن از عللی است که موجب این تغییر شکل می‌شود.